# Sheyenne
Sheyenne és una població dels Estats Units a l'estat de Dakota del Nord. Segons el cens del 2000 tenia 318 habitants.

## Demografia
Segons el cens del 2000, Sheyenne tenia 318 habitants, 146 habitatges, i 85 famílies. La densitat de població era de 767,4 hab./km².
Dels 146 habitatges en un 26,7% hi vivien nens de menys de 18 anys, en un 50% hi vivien parelles casades, en un 6,2% dones solteres, i en un 41,1% no eren unitats familiars. En el 39,7% dels habitatges hi vivien persones soles el 26% de les quals corresponia a persones de 65 anys o més que vivien soles. El nombre mitjà de persones vivint en cada habitatge era de 2,18 i el nombre mitjà de persones que vivien en cada família era de 2,94.
Per edats la població es repartia de la següent manera: un 23,9% tenia menys de 18 anys, un 7,2% entre 18 i 24, un 19,2% entre 25 i 44, un 25,5% de 45 a 60 i un 24,2% 65 anys o més.
L'edat mediana era de 45 anys. Per cada 100 dones de 18 o més anys hi havia 80,6 homes.
La renda mediana per habitatge era de 22.969 $ i la renda mediana per família de 30.938 $. Els homes tenien una renda mediana de 25.972 $ mentre que les dones 24.583 $. La renda per capita de la població era de 16.145 $. Entorn del 10,7% de les famílies i el 12,3% de la població estaven per davall del llindar de pobresa.

## Poblacions més properes
El següent diagrama mostra les poblacions més properes.